# Pind Dadan Khan
Pind Dadan Khan é uma cidade do Paquistão localizada na província de Punjab.